# Katalin Koroknai
Katalin Koroknai, coniugata Fehérné (Kerekegyháza, 18 marzo 1949), è un'ex cestista ungherese.

## Carriera
Con l'Ungheria ha disputato i Campionati mondiali del 1975 e due edizioni dei Campionati europei (1970, 1972).